# 水上博和
水上 博和（みずかみ ひろかず、1947年7月12日 - ）は、日本の経営者、銀行家。あおぞら銀行社長を務めた。福井県出身。

## 来歴・人物
1970年に早稲田大学法学部を卒業し、同年に住友信託銀行に入行した。1998年に取締役に就任し、1999年に常務を経て、2003年12月にあおぞら銀行社長に就任。2007年6月に社長を退任。